# جيمس ثومسون
جيمس ثومسون (بالإنجليزية: James Thomson)‏ (ولد في 20 ديسمبر 1958) هو عالم أحياء إنمائي أمريكي عُرف باستخلاصه أول خط للخلايا الجذعية الجنينية البشرية في عام 1998. ولاشتقاق الخلايا الجذعية المحفزة البشرية في عام 2007.